# الأمير ليروتولي سيسو
الأمير ليروثولي سييسو (بالإنجليزية: Prince Lerotholi Seeiso)‏ (18 أبريل 2007) هو عضو في الأسرة الملكية في ليسوتو والوريث الحالي للعرش.

## عن حياته
ولد الأمير ليروثولي موهاتو بيرنغ سايسو في ماسيرو وهو الطفل الثالث والابن الوحيد لليتسي الثالث ملك ليسوتو والملكة ماسينات موهاتو سايسو. لديه أختين أكبر منه سنا.